# Cuanhama (município)
Cuanhama é um município da província do Cunene, em Angola, que tem sua sede é na cidade de Ondijiva, sendo portanto o município-capital da referida província. Tem 20 255 km² e cerca de 211 mil habitantes.
É limitado a norte pelo município de Cuvelai, a leste pelo município de Menongue, a sul pelo município de Namacunde, e a oeste pelo município de Ombadja.
O município constituído pela comuna sede, que corresponde a cidade de de Ondijiva, e pelas comunas de Môngua, Evale, Nehone Cafima e Simporo.

## Demografia
O município de Cuanhama registou um elevado crescimento populacional nos anos recentes e é, actualmente, o mais populoso em toda a província do Cunene.